# Doctor's Advocate
Doctor's Advocate is het tweede studio-album van rapper The Game, dat werd uitgebracht op 14 november 2006 door Geffen Records. Het bereikte de hoogste positie in de lijst van de Verenigde Staten (evenals zijn eerste album), hoewel dit album minder verkocht dan zijn voorganger. Van dit album kwamen drie singles: "It's Okay (One Blood)", "Let's Ride" en "Wouldn't Get Far" geproduceerd in samenwerking met Kanye West.

## Tracklist
| Nr. | Titel                                              | Producer(s)           | Duur |
| --- | -------------------------------------------------- | --------------------- | ---- |
| 1.  | Lookin' at You                                     | Ervin "EP" Pope       | 3:37 |
| 2.  | Da Shit                                            | DJ Khalil             | 5:23 |
| 3.  | It's Okay (One Blood) (met Junior Reid)            | Reefa                 | 4:17 |
| 4.  | Compton (met will.i.am)                            | will.i.am             | 4:41 |
| 5.  | Remedy                                             | Just Blaze            | 2:57 |
| 6.  | Let's Ride                                         | Scott Storch          | 3:57 |
| 7.  | Too Much (met Nate Dogg)                           | Scott Storch          | 4:11 |
| 8.  | Wouldn't Get Far (met Kanye West)                  | Kanye West            | 4:11 |
| 9.  | Scream On 'Em (met Swizz Beatz)                    | Swizz Beatz           | 4:20 |
| 10. | One Night                                          | Nottz                 | 4:27 |
| 11. | Doctor's Advocate (met Busta Rhymes)               | J.R. Rotem            | 5:03 |
| 12. | Ol' English (met Dion)                             | Hi-Tek                | 4:44 |
| 13. | California Vacation (met Snoop Dogg & Xzibit)      | J.R. Rotem            | 4:29 |
| 14. | Bang (met Tha Dogg Pound)                          | Jellyroll             | 3:37 |
| 15. | Around The World (met Jamie Foxx)                  | Mr. Porter, Mike Chav | 4:02 |
| 16. | Why You Hate The Game (met Nas & Marsha Ambrosius) | Just Blaze            | 9:22 |
| 17. | I'm Chillin' [UK Bonus Track]                      | will.i.am             | 4:33 |